# Kadınlar Süper Ligi
La Kadınlar Süper Ligi, o Turkcell Kadın Futbol Süper Ligi come da accordo di sponsorizzazione, è la massima serie del campionato turco femminile di calcio ed è posta sotto l'egida della Federazione calcistica della Turchia (TFF). Il campionato, che si svolge con cadenza annuale, è stato istituito dalla stagione 2021-2022 e posizionato al di sopra della Kadınlar 1. Ligi, che era precedentemente il massimo livello nazionale di categoria, sostituendolo al primo livello della piramide del calcio femminile in Turchia.

## Storia
Il campionato, che ha preso il via nella stagione 2021-2022, è stato formato con l'iscrizione delle 16 squadre che hanno partecipato alla Kadınlar 1. Ligi nella stagione 2020-2021 e di 8 squadre che hanno soddisfatto i criteri tra i club del massimo campionato professionistico e hanno fatto richiesta di partecipazione al campionato.
La Super League femminile della stagione 2021-2022 è composta da un totale di 24 squadre, di cui 16 squadre che hanno partecipato alla Prima Lega femminile della stagione 2020-2021 e 8 club che hanno partecipato alla Süper Lig, massimo campionato professionistico turco, e hanno istituito una squadra di calcio femminile nella stagione 2021-2022 in linea con la decisione presa dal Consiglio di amministrazione della TFF nella riunione del 20 settembre 2021 al fine di contribuire allo sviluppo del calcio femminile. Le 24 squadre che partecipano al campionato sono state suddivise in gironi A e B da 12 squadre ciascuno mediante sorteggio e hanno disputato le loro partite con una procedura di campionato a doppio circuito.
Le squadre che termineranno la stagione nei primi 4 posti di entrambi i gruppi disputeranno i play-off e le squadre che termineranno gli ultimi 4 posti disputeranno i play-out. Le partite si svolgeranno secondo il metodo della doppia eliminazione. La squadra che vincerà la finale dei play-off si aggiudica il titolo di Campione di Turchia per la stagione calcistica 2021-2022, acquisendo inoltre il diritto di accedere alla stagione 2022-2023 di UEFA Women's Champions League.
Le partite di play-out si disputano tra un totale di 8 squadre che terminano la stagione regolare agli ultimi 4 posti dei rispettivi gironi. La prima partita si gioca sul campo della squadra che si è classificata più in basso nel campionato. Le 4 squadre che vincono entrambe le partite si qualificano per rimanere nella Süper Ligi femminile, mentre le 4 squadre che perdono si qualificano per partecipare alla Kadınlar 1. Ligi nella stagione 2022-2023.
Dal campionato 2023-2024 viene mutata la formula del torneo, abbandonando la divisione in due gironi per la soluzione a girone unico a 16 squadre, ridotte a 14, con una sola retrocessione, dal campionato seguente

## Le squadre
Alla stagione 2024-2025 hanno partecipato le seguenti 14 squadre:
- ALG
- Amed
- Beşiktaş
- Beylerbeyi
- Bornova Hitab
- Fatih Karagümrük
- Fatih Vatan
- Fenerbahçe
- FOMGET
- Galatasaray
- Hakkarigücü
- Kdz. Ereğli Bld.
- Trabzonspor
- Ünye Gücü

## Kadınlar Süper Ligi
- 2021-2022:  ALG (1º)
- 2022-2023:  FOMGET (1º)
- 2023-2024:  Galatasaray (1º)
- 2024-2025:  FOMGET (2º)

## Statistiche

### Titoli per squadra
| Squadra | Titoli | Anni |
| ------- | ------ | ---- |
| Konak   | 5      |      |